# Helsinki Philharmonic Orchestra
A Helsinki Philharmonic Orchestra (finnül: Helsingin kaupunginorkesteri, svédül: Helsingfors stadsorkester ) egy helsinki székhelyű finnországi zenekar. Fő koncertterme a Finlandia Hall.
A zenekart 1882-ben Robert Kajanus alapította Helsinki Orchestral Society néven, két gazdag üzletember segítségével. Kajanus vezényelte a zenekart történetének első ötven évében. A Helsinki Filharmonikus Zenekar volt az első állandó zenekar volt Skandináviában. 1914-ben egyesült fő riválisával, a Helsinki Symphony Orchestrával, és felvette jelenlegi nevét. 1962-ig Finn Nemzeti Opera zenekara volt .
Leif Segerstam 1995 és 2007 között vezényelte a zenekart, jelenleg első emeritus karmester. John Storgårds, a zenekar első vendégkarmestere 2003 óta, 2008-ban Segerstamot követte vezető karmesterként, négy évre szóló szerződéssel.

## Karmesterek
- Robert Kajanus (1882–1932)
- Georg Schneevoigt (1932–1940)
- Armas Järnefelt (1942–1943)
- Martti Similä (1945–1951)
- Tauno Hannikainen (1951–1963)
- Jorma Panula (1965–1972)
- Paavo Berglund (1975–1979)
- Ulf Soderblom (1978–1979)
- Okko Kamu (1981–1989)
- Sergiu Commissiona (1990–1994)
- Leif Segerstam (1995–2007)
- John Storgårds (2008–2015)
- Susanna Mälkki (2016–2023)
- Jukka-Pekka Saraste (2023-tól egyelőre három évig)[1]

## Fordítás
- Ez a szócikk részben vagy egészben  az   Orchestra Filarmonica di Helsinki című olasz Wikipédia-szócikk ezen változatának fordításán alapul.  Az eredeti cikk szerkesztőit annak laptörténete sorolja fel. Ez a jelzés csupán a megfogalmazás eredetét és a szerzői jogokat jelzi, nem szolgál a cikkben szereplő információk forrásmegjelöléseként.